# Hunters (2020)
Hunters ist eine US-amerikanische Fernsehserie, die seit Februar 2020 auf Prime Video ausgestrahlt wird. Sie erzählt eine fiktive Geschichte und handelt von der namensgebenden Gruppe, die in den USA der 1970er Jahre Nazis jagt, um sie von der weiteren Infiltration der US-Gesellschaft abzuhalten und sich an ihnen für ihre Verbrechen zu rächen. Kritisiert wurde die Serie unter anderem von der Gedenkstätte Auschwitz-Birkenau.

## Handlung
Die Serie spielt in New York City im Jahr 1977 und erzählt eine fiktive Geschichte. Nazis, die sich ihrer Bestrafung für ihre Verbrechen während des Zweiten Weltkriegs entzogen haben, sind in den Vereinigten Staaten dabei, US-amerikanische Institutionen zu infiltrieren, darunter auch die US-Regierung, mit dem Ziel, ein „Viertes Reich“ aufzubauen. Dazu begehen sie zahlreiche Morde an jüdischen Bürgern, darunter auch an der Großmutter von Jonah Heidelbaum. Verbittert über den Mord, schließt sich Jonah den sog. „Hunters“ an, einer Gruppe, die von dem Holocaust-Überlebenden Meyer Offerman angeführt wird. Die Gruppe kämpft rachsüchtig gegen die Nazis und lässt sie dazu jeweils auf eine Art und Weise sterben, die ihr Vergehen reflektiert. Zum Beispiel ermordet die Gruppe eine ehemalige deutsche Chemikerin in einer Dusche, umgebaut zu einer Gaskammer.

## Besetzung und Synchronisation

### Hauptdarsteller
| Rolle                        | Darsteller             | Synchronsprecher      |
| ---------------------------- | ---------------------- | --------------------- |
| Jonah Heidelbaum             | Logan Lerman           | Patrick Keller        |
| Millie Moris                 | Jerrika Hinton         | Rubina Nath           |
| The Colonel/Eva Braun        | Lena Olin              | Traudel Haas          |
| Murray Markowitz             | Saul Rubinek           | Pierre Peters-Arnolds |
| Mindy Markowitz              | Carol Kane             | Heidrun Bartholomäus  |
| Lonny Flash                  | Josh Radnor            | Leonhard Mahlich      |
| Travis Leich                 | Greg Austin            | Konrad Bösherz        |
| Roxy Jones                   | Tiffany Boone          | Lara Trautmann        |
| Joe Mizushima                | Louis Ozawa Changchien | Alexander Doering     |
| Schwester Harriet            | Kate Mulvany           | Cathlen Gawlich       |
| Biff Simpson                 | Dylan Baker            | Bernd Vollbrecht      |
| Meyer Offerman/Wilhelm Zuchs | Al Pacino              | Frank Glaubrecht      |
| Adolf Hitler                 | Udo Kier               | Udo Kier              |
| Chava Apfelbaum              | Jennifer Jason Leigh   | Alexandra Ludwig      |
| Clara                        | Emily Rudd             | Franziska Trunte      |

### Nebendarsteller
| Rolle                    | Darsteller        | Synchronsprecher  |
| ------------------------ | ----------------- | ----------------- |
| Sherman „Cheeks“ Johnson | Henry Hunter Hall | Julius Jellinek   |
| Wilhelm Zuchs (jung)     | Christian Oliver  |                   |
| Tobias                   | Jonno Davies      | Tim Knauer        |
| Maria De La Ruiz         | Julissa Bermudez  |                   |
| Katarina Löw             | Megan Channell    | Maria Koschny     |
| Ruth Heidelbaum          | Jeannie Berlin    | Isabella Grothe   |
| Carol Lockhart           | Ebony Obsidian    | Lea Kalbhenn      |
| Meyer Offerman (jung)    | Zack Schor        |                   |
| Ruth Heidelbaum (jung)   | Annie Hägg        | Patrizia Carlucci |
| Helen Hirsch (jung)      | Anna Ewelina      | Anna Ewelina      |

## Entstehung
Der Filmemacher und Oscarpreisträger Jordan Peele, bekannt für den Horrorfilm Get Out, wirkte maßgeblich daran mit, dass die Serie von Amazon aufgegriffen wurde. Die Idee zur Serie hatte allerdings der Schauspieler David Weil und wurde auch durch die Geschichte seiner Großmutter inspiriert, einer Überlebenden der Konzentrationslager Auschwitz-Birkenau und Bergen-Belsen. Entsprechend seiner Aussage hätten die Erzählungen seiner Großmutter auf ihn im Kindesalter wie Kämpfe zwischen Gut und Böse gewirkt, wie sie für Comics und Superheldengeschichten charakteristisch sind. Aus diesem Grund verweist die Serie an etlichen Stellen auf Comics. Als weitere Inspirationsquelle für die Serie nannte Weil Steven Spielbergs Spielfilm München. Im August 2020 wurde die Serie um eine finale zweite Staffel verlängert, für die Jennifer Jason Leigh und Udo Kier zum Hauptcast hinzustießen. Während man die erste Staffel noch überwiegend in und um New York City drehte, wurde die Produktion der zweiten Staffel mit 107 geplanten Drehtagen nach Kalifornien verlagert. Hintergrund sind Steuervorteile in Höhe von rund 18,8 Millionen US-Dollar.

## Veröffentlichung
Alle Episoden der ersten Staffel wurden am 21. Februar 2020 bei Amazons Subscription-Video-on-Demand-Dienst Prime Video veröffentlicht, in Deutschland auch als deutsche Synchronfassung. Die finale zweite Staffel ist seit dem 13. Januar 2023 auf der Plattform verfügbar.

## Episodenliste

### Staffel 1
| Nr. (ges.) | Nr. (St.) | Deutscher Titel                    | Originaltitel                             | Regie               | Drehbuch                             |
| --- | --------- | ---------------------------------- | ----------------------------------------- | ------------------- | ------------------------------------ |
| 1 | 1         | Im Bauch des Walfisches            | In the Belly of the Whale                 | Alfonso Gomez-Rejon | David Weil                           |
| Der US-Unterstaatssekretär Biff veranstaltet ein Grillfest, bei dem ein Gast schockiert feststellt, dass er ein hochrangiger Nazi ist, woraufhin Biff alle Anwesenden, einschließlich seiner eigenen Familie, umbringt. Jonah wird Zeuge des brutalen Mordes an seiner Großmutter Ruth in deren Haus in Brooklyn und schwört daraufhin, die Wahrheit über ihren Tod herauszufinden. Er trifft Ruths alten Freund Meyer Offerman, während er für Ruth Schiwa hält. In Florida wird eine ältere NASA-Wissenschaftlerin, Gretel Fischer, in ihrer Dusche ermordet. Jonah, der ein Wunderkind im Knacken von Codes ist, findet in Meyers Haus nur wenige Hinweise, nutzt diese aber, um Ruths Mörder zu finden – einen Spielzeugladenbesitzer, der ein mörderischer Wachmann im Konzentrationslager Auschwitz und der Mörder von Ruths jüngerer Schwester war. Der Spielzeugladenbesitzer gewinnt die Oberhand, aber Meyer kommt an und tötet ihn. |           |                                    |                                           |                     |                                      |
| 2 | 2         | Das Trauer-Kaddisch                | The Mourner’s Kaddish                     | Wayne Yip           | David Weil                           |
| Meyer bringt Jonah zu den Jägern, die ihn zunächst nur widerwillig in ihre Arbeit einbeziehen, doch er gewinnt schnell an Akzeptanz, indem er einen Code in der Korrespondenz des Spielzeugherstellers knackt. Jonah erfährt, dass Ruth ein wichtiger Teil der Hunters war und deren umfangreiches Archiv mit historischen Akten und neueren Interviews aufgebaut hat. Die FBI-Agentin Millie, die den Tod des Wissenschaftlers untersucht, beginnt, die Nazi-Verbindungen aufzudecken. Travis, ein tödlicher, in Amerika geborener Nazi, der für den Colonel arbeitet, der den Naziuntergrund anführt, wird nach Florida geschickt, um herauszufinden, wer ihre Mitglieder tötet. Die Hunters spüren einen Plattenproduzenten auf, der einst der mörderische Rattenfänger des Konzentrationslagers Buchenwald war. Die Hunters finden scheinbar harmlose Botschaften, die der Mann heimlich sendet, aber Jonah vermasselt es und der Mann wird getötet, bevor sie mehr erfahren können. |           |                                    |                                           |                     |                                      |
| 3 | 3         | Erscheinungen                      | While Visions of Safta Danced in His Head | Wayne Yip           | Nikki Toscano                        |
| Die Markowitzes entdecken in den Sendungen des Rattenfängers einen Code, der darauf hindeutet, dass tragische Ereignisse in der amerikanischen Vergangenheit, darunter der Watergate-Skandal und die Ermordung von Robert F. Kennedy, Teil eines Nazi-Komplotts waren. Die Botschaften deuten darauf hin, dass das nächste große, von den Nazis gesteuerte Ereignis am 13. Juli 1977 in New York stattfinden wird. Jonahs Freund Bootyhole, der anstelle von Jonah im Comic-Laden gearbeitet hat, wird von Travis getötet. |           |                                    |                                           |                     |                                      |
| 4 | 4         | Fromme Diebe                       | The Pious Thieves                         | Nelson McCormick    | Mark Bianculli                       |
| Die Hunter finden eine riesige Sammlung von gestohlenen Nazi-Schätzen, die in einer Bank in New Jersey versteckt sind. Jonah findet Briefe von Ruth, in denen sie die wachsende Zuneigung zwischen ihr und Meyer im Konzentrationslager Auschwitz beschreibt. |           |                                    |                                           |                     |                                      |
| 5 | 5         | Nachts sind alle Vögel schwarz     | At Night, All Birds are Black             | Dennie Gordon       | David J. Rosen                       |
| Im Konzentrationslager Auschwitz ist ein Arzt, der sich "Der Wolf" nennt, enttäuscht, dass Ruth nicht mit ihm zusammenarbeiten will, und führt als Vergeltung qualvolle Experimente an Meyer durch. Die Hälfte der Jäger geht nach Alabama, um einen Nazi-Arzt zu verfolgen, der während des Krieges an Gefangenen experimentiert hat, während die anderen Tilda verfolgen, einer Nazi-Propagandafilmregisseurin, die jetzt als politische Beraterin arbeitet. Diese wird von Meyer jedoch getötet, als sie ihn als "Janusköpfig" beschimpft, ohne dass die Jäger, wie sonst üblich, die Identität verifizieren konnten. Millie geht ihren eigenen Hinweisen auf die Anwesenheit von Nazis in Amerika nach. Unbekannte Angreifer verprügeln Millie. Schwester Harriet rettet einen Nazi vor den anderen und fährt davon. |           |                                    |                                           |                     |                                      |
| 6 | 6         | (Ruth 1:16)                        | (Ruth 1:16)                               | Millicent Shelton   | Zakiyyah Alexander                   |
| Am Tag der Hochzeit der Tochter der Markowitzes erinnert sich Murray daran, wie sie mit ihrem kleinen Sohn in ein Konzentrationslager gebracht wurden, wo ein Offizier ihren Sohn tötete. Rückblenden zeigen, dass Schwester Harriet mit anderen jungen deutschen Mädchen heimlich nach England geschickt wurde, um sich während des Krieges zu verstecken. Sie kommt zur Hochzeit und enthüllt, dass sie den Nazi gefesselt hat, von dem sie wusste, dass er der Mörder des Markowitz-Jungen war. Millie trennt sich von ihrer Freundin, mit der sie zusammenlebt, weil sie befürchtet, dass auch sie angegriffen wird. Travis bricht in Meyers Villa ein und kann viele der Akten verbrennen, die die Jäger benutzen, um Nazis aufzuspüren. |           |                                    |                                           |                     |                                      |
| 7 | 7         | Shalom, Schweinebacke              | Shalom Motherf***er                       | Nelson McCormick    | Eduardo Javier Canto, Ryan Maldonado |
| Meyer gibt zu, dass er Jonahs Großvater ist. Obwohl Millie weiß, dass es sich bei den jüngsten Opfern um Nazis handelt, die Millionen von Menschen ermordet haben, ist sie wild entschlossen, Offerman wegen Mordes anzuklagen, und täuscht einen Richter, um einen Haftbefehl gegen Offerman zu erwirken. Als Jonah das letzte Stück des Nazi-Musikcodes löst, entdecken die Jäger ein Komplott der Nazis, eine Ladung biologischer Waffen durch den New Yorker Hafen zu schmuggeln, indem sie den Stromausfall in New York City von 1977 herbeiführen und als Ablenkung nutzen, sowie einen Bombenanschlag auf einen U-Bahn-Wagen verüben. Murray und Jonah retten die Passagiere, aber Murray Markowitz wird bei dem Versuch, die Bombe zu entschärfen, getötet. |           |                                    |                                           |                     |                                      |
| 8 | 8         | Die Judenfrage                     | The Jewish Question                       | Michael Uppendahl   | David Weil, Charley Casler           |
| Mindy Markowitz tötet den Mann, der ihren Sohn ermordet hat, nachdem sie Murray beerdigt hat, von dem sie überrascht war, dass er ein jüdisches Begräbnis wollte, als er schließlich starb. Meyer erzählt Jonah, warum er und Ruth nie geheiratet haben: In Auschwitz entschied Meyer, eine Reihe von elf Häftlingen zu erschießen, um den Wolf davon abzuhalten, Ruth zu erschießen, und ignorierte ihre Bitten, den Wolf stattdessen sie erschießen zu lassen. Die Jäger finden den offiziell verstorbenen Nazi und NASA-Wissenschaftler Wernher von Braun über den Nazi-Jäger Simon Wiesenthal, der diametral dagegen ist, dass Meyers Team die Nazis tötet, anstatt sie vor Gericht zu stellen. |           |                                    |                                           |                     |                                      |
| 9 | 9         | Das gute alte Nazi-Grillen von ’77 | The Great Ole Nazi Cookout of ’77         | Nelson McCormick    | Nikki Toscano                        |
| Die Episode beginnt mit einem Rückblick auf die Gründe, warum die Nazis überhaupt in die Vereinigten Staaten gebracht wurden, damit die Sowjetunion sie nicht für ihre Regierung und ihr Raumfahrtprogramm rekrutieren konnte. Die Jäger greifen den Bunker des Vierten Reichs an und zerstören ihn und den Maissirup, der den Erreger enthält, bevor er freigesetzt werden kann. Während eines Kampfes hat Jonah die Möglichkeit, Travis zu töten, wird aber von Millie überredet, die Travis stattdessen verhaftet. Meyer gelingt es, den Colonel gefangen zu nehmen, der andeutet, dass der Erreger nicht der einzige Plan des Vierten Reichs ist. Es kommt zu einem Kampf, bei dem Meyer das Auto in den Fluss stürzt. |           |                                    |                                           |                     |                                      |
| 10 | 10        | Eilu v’Eilu                        | Eilu v’ Eilu                              | Michael Uppendahl   | David Weil                           |
| Meyer wird von Harriet aus dem Wrack gerettet, während der Colonel getötet wird. Jonah macht sich auf die Suche nach Wilhelm "Der Wolf" Zuchs, dem Nazi-Arzt, der Meyer und Ruth dreißig Jahre zuvor gefoltert hat. Anhand von Hinweisen entdeckt Jonah Ruths Akten, die ihn zur Festnahme eines Chirurgen führen, den er für den Wolf hält, den Meyer hinrichtet. Meyer spricht jedoch nicht das Gebet, das er Ruth geschworen hatte, falls er den Wolf jemals fassen sollte, woraufhin ein entsetzter Jonah die Puzzleteile zusammensetzt und erkennt, dass Meyer tatsächlich der Wolf ist. Zuchs gesteht und erklärt, dass er den echten Meyer getötet hat, um dessen Identität anzunehmen und den Sowjets zu entkommen, während er sich später einer plastischen Operation unterzog (von dem SS-Chirurgen, den er gerade getötet hat), um die Verwandlung zu vollenden. Nachdem er dreißig Jahre lang ein jüdisches Leben geführt hat, besteht Zuchs darauf, dass er seine Taten bereut und dass ein Besuch von Ruth ein Jahr zuvor ihn dazu inspiriert hat, die Jäger als Buße zusammenzubringen. Trotz einer Vision von Ruth, die versucht, ihn umzustimmen, tötet Jonah Zuchs und enthüllt den anderen entsetzten Jägern die Wahrheit. Harriet, die sich mit einer unbekannten Frau beraten hat, schlägt den verbleibenden Jägern vor, ihre Mission in Europa fortzusetzen. Mizushima wird entführt und nach Argentinien gebracht, wo er herausfindet, dass der Colonel lebt und die Rangbezeichnung nur die Tarn-Identität von Eva Braun ist, die mit Adolf Hitler und vier identischen arisch aussehenden Jungen zusammenlebt. In der Zwischenzeit wird der inhaftierte Travis von seinen Eltern besucht, die ihn fragen, was ihn zu diesem Weg geführt hat. Er zeigt vermeintliche Reue wegen seiner Taten und bittet um einen Anwalt. Später berät sich Travis mit seinem Anwalt und gesteht, dass er sich überhaupt nicht geändert hat. Er sagt dem Anwalt, dass er eine Armee braucht und plant, sie innerhalb des Gefängnisses zu rekrutieren. Um Unterstützung zu bekommen, tötet Travis seinen Anwalt, einen jüdischen Mann, schreit dabei Hassreden und hört den Widerhall seines Gesangs, als er abgeführt wird. |           |                                    |                                           |                     |                                      |
| Die gesamte Staffel erschien weltweit am 21. Februar 2020. |           |                                    |                                           |                     |                                      |

### Staffel 2
| Nr. (ges.) | Nr. (St.) | Deutscher Titel        | Originaltitel                                      | Regie              | Drehbuch                                  |
| --- | --------- | ---------------------- | -------------------------------------------------- | ------------------ | ----------------------------------------- |
| 11 | 1         | Alte Kameraden         | Van Glotten’s Day 1972 Butter Sculptor of the Year | Phil Abraham       | David Weil                                |
| Die Handlung der 2. Staffel spielt in zwei Zeitebenen: In den späten 1970er Jahren versucht Jonah in Paris ein normales Leben zu führen, nachdem er Meyer getötet hat. Die zweite Ebene spielt rund zwei Jahre vor Meyers Tod, als der rätselhafte Nazi-Jäger merkt, dass sein Geheimnis nicht mehr sicher ist. In Österreich wird 1972 der "Van Glooten's Tag" gefeiert, bei dem die Nazi-Jägerin Chava Apfelbaum einen lokalen Süßigkeiten-Händler aufsucht. Sie erhält ebenso wie wenig später Jonah im Jahr 1979 Informationen darüber, dass Adolf Hitler und Eva Braun nicht 1945 durch Suizid starben, sondern über Van Glooten und Genua nach Argentinien geflüchtet waren. Der FBI-Agentin Millie gelingt es, einen Kollaborateur der Nazis ausfindig zu machen. Als die Justiz versagt, verstößt sie selbst erstmals gegen das Gesetz. Meyer wird von einem ehemaligen SS-Offizier erpresst, den er schließlich tötet. |           |                        |                                                    |                    |                                           |
| 12 | 2         | Buenos Aires           | Buenos Aires                                       | Phil Abraham       | David Weil, David J. Rosen                |
| 13 | 3         | Die Krähe              | Duck. Quail. Goose. Crow.                          | Sam Taylor-Johnson | David J. Rosen                            |
| 14 | 4         | Die Wahrheit über Sam  | The Fare                                           | Phil Abraham       | David J. Rosen, Daria Polatin, David Weil |
| 15 | 5         | Blutsbande             | Blutsbande                                         | Tiffany Jones      | Tatiana Suarez-Pico                       |
| 16 | 6         | In der Höhle des Löwen | Only the Dead                                      | Phil Abraham       | Haley Z. Boston                           |
| 17 | 7         | Das Haus               | The Home                                           | David Weil         | David Weil                                |
| 18 | 8         | Das Tribunal           | The Trial of Adolf Hitler                          | Phil Abraham       | David Weil, Charley Casler                |
| Die gesamte Staffel erschien weltweit am 13. Januar 2023. |           |                        |                                                    |                    |                                           |

## Rezeption

### Interpretation und Analyse
Kritiker verglichen die Serie mit dem Spielfilm Inglourious Basterds. Sie wirke, so etwa Felicitas Kleiner im Filmdienst, mit ihrem „grellbunten, burlesk-brutalen Umschreiben der Geschichte“ ähnlich wie der Film und „wie eine Teenager-Fantasie, die auf die Konfrontation mit den Gräuel der NS-Zeit reagiert, indem sie sie ins popkulturelle Koordinatensystem einordnet.“
Der Serie wurde zugeschrieben, mit Blick auf Versäumnisse bei der juristischen Verfolgung von NS-Verbrechen und der Mitverantwortung der Vereinigten Staaten Gesellschaftskritik zu üben. Diese äußere sich, so Kleiner, zum Beispiel in einer Reminiszenz an die Operation Paperclip.
Der Kritiker des Magazins Esquire äußerte sich überzeugt davon, dass das Simon Wiesenthal Center als Vorbild für die Nazijäger-Gruppe in der Serie diene, auch, weil es im Jahr 1977 gegründet wurde, in dem die Handlung spielt. Zudem sei die von Pacino verkörperte Figur wahrscheinlich durch Simon Wiesenthal inspiriert.

### Kritik
Die Serie erhielt gemischte Kritiken. Das zeigt sich auch an Zustimmungswerten von 65 beziehungsweise 54 Prozent, die die Bewertungsaggregatoren Rotten Tomatoes und Metacritic basierend auf überwiegend englischsprachigen Kritiken berechnet haben (Stand: Februar 2022).
Die Gedenkstätte Auschwitz-Birkenau kritisierte die Serie via Twitter dafür, historisch inakkurat zu sein, und verwies dazu auf die auch in der ersten Episode enthaltene Rückblende auf das Konzentrationslager Auschwitz, in der sich jüdische Häftlinge, eingesetzt als lebendige Schachfiguren, gegenseitig töten müssen. Eine thematisch ähnliche Szene wird auch für den Vorspann mit den Darstellern nachempfundenen Schachfiguren verwendet. Die Szene sei eine „gefährliche Dummheit“ und eine „Karikatur“ und würde „künftige Leugner“ animieren. In einer veröffentlichten Stellungnahme auf die Kritik erwiderte Serienschöpfer David Weil, dass symbolische Repräsentationen dabei helfen würden, die Erfahrungen der Shoah besser zu verstehen, und, dass die Serie nie als Dokumentation gedacht war. Auch zahlreiche andere Kritiker beanstandeten die Serie wegen der Schachspiel-Szene. Der Kritiker der Zeitung The Jewish Week zum Beispiel äußerte sich diesbezüglich mit dem Wort „inakzeptabel“.
Dem Journalisten Jürgen Schmieder gefiel in der Süddeutschen Zeitung nicht, dass die Serie zu Vieles gleichzeitig sein wolle, darunter eine Rachefantasie ähnlich Inglorious Basterds, ein Nazi-Thriller wie The Boys from Brazil und eine Action-Superhelden-Serie; jedoch scheitere sie in diesem Anspruch und sei „am Ende gar nichts“. Zu einer ähnlichen Einschätzung kam Oliver Kaever im Spiegel, demzufolge die Serie ein „Kreativunfall“ sei und nach der Pilotepisode zu unklar bleibe, was sie eigentlich wolle. Die Reflexion der Serie über die Rechtmäßigkeit von Selbstjustiz wirke „wie angeklebt“ und die Serie gehe „fahrlässig“ und lapidar mit dem Holocaust um. Hingegen meinte der Filmdienst, der die Serie mit drei von fünf möglichen Sternen bewertete, dass die Serie „die realen Schrecken des Holocaust präsent“ halte. Zudem trete sie mit ihrer multiethnischen Besetzung lobenswerterweise für Diversität ein.
Unzufrieden äußerte sich auch der Journalist Mike Hale in der New York Times. Die Serie wirke „underwritten“ (auf Deutsch etwa: „unterentwickelt“) und erreiche nie die „Mischung aus dramatischer Intensität, Comic-ähnlicher Ausschmückung und kathartischer Action“, die sie anzustreben scheine. Ihre Schauspieler wirkten mit Ausnahme von Greg Austin ungenügend ausgelastet.
Der Kritiker der israelischen Tageszeitung Haaretz äußerte sich zwiegespalten: Einerseits wirke Hunters zu oft wie ein Aufsatz eines jüdischen Jungen, der zum ersten Mal von den Schrecken der Vernichtungslager erfahren habe und mittels jüdischer Superhelden fiktiv Rache üben wolle. Andererseits verdiene die Serie Beifall dafür, dass sie auf die Themen Weiße Vorherrschaft und Antisemitismus aufmerksam mache.
Positiv äußerten sich Kritiker mancher britischer Medien. David Craig etwa vergab, basierend auf der Pilotepisode, in der RadioTimes vier von fünf möglichen Sternen und hob hervor, dass selbst die drastischsten Momente nicht überflüssig wirkten, sondern der Geschichte dienten und oft später noch unerwartete Bedeutung erführen. Die gleiche Bewertung vergab Hugh Montgomery in einer Kritik auf der BBC-Website. Er meinte, dass die Serie bewegend und provokativ sei und zeige, dass der Faschismus nie weit weg sei.

### Auszeichnungen
Critics’ Choice Super Awards 2021
- Nominierung als Beste Actionserie
- Nominierung als Bester Schauspieler in einer Actionserie (Al Pacino)
- Nominierung als Bester Schauspieler in einer Actionserie (Logan Lerman)[23]

Golden Globe Awards 2021
- Nominierung als Bester Serien-Hauptdarsteller – Drama (Al Pacino)[24]